# Privat postväsen
Privat postväsende, Postväsendet betraktas ofta som en statlig verksamhet och hade ofta sin upprinnelse i behov för kungamakt och militär att sköta sina kommunikationer. Genom historien har dock vid många tillfällen privata postföretag uppstått, som från tid till annan har förbjudits av monopollagstiftning.
I Sverige har privata postföretag startats av Emanuel Mallén på 1830-talet. Stadsposten startade 1887 av Anders Jeurling och i modern tid startade Bror Anders Månsson Citymail. Internationellt finns det historiska exemplet Thurn-und-Taxis-Post.
Numera är postmonopolet avskaffat i vissa länder.

## Läs mer
- Jonas Frycklund, Private Mail in Sweden, Cato Journal Vol. 13, No 1 (1993)